# Joseph Arthur
Joseph Arthur, född 28 september 1971 i Akron, Ohio, är en amerikansk rockmusiker, sångare och låtskrivare. Han har skrivit de välkända låtarna "Honey and the Moon" och "In the Sun".
Arthur upptäcktes i mitten av 1990-talet av Peter Gabriel och gav 1997 ut sitt debutalbum Big City Secrets på dennes skivbolag Real World Records. Sedan 2006 spelar han med kompbandet The Lonely Astronauts. Lonely Astronaut är även namnet på Arthurs eget skivbolag, grundat 2006.
Arthur har även komponerat musiken i filmen Hell's Kitchen från 1998.

## Diskografi
Studioalbum
- 1997 – Big City Secrets
- 2000 – Come to Where I'm From
- 2002 – Redemption's Son
- 2004 – Our Shadows Will Remain
- 2006 – Nuclear Daydream
- 2007 – Let's Just Be
- 2008 – Temporary People
- 2011 – The Graduation Ceremony
- 2012 – Redemption City
- 2013 – The Ballad of Boogie Christ
- 2013 – The Ballad of Boogie Christ Act II
- 2014 – Lou: The Songs of Lou Reed
- 2015 – Days of Surrender
- 2016 – The Family
- 2018 – Arthur Buck
- 2019 – Come Back World

EPs
- 1996 – Cut and Blind
- 1999 – Vacancy
- 2002 – Junkyard Hearts I
- 2002 – Junkyard Hearts II
- 2002 – Junkyard Hearts III
- 2002 – Junkyard Hearts IV
- 2004 – And the Thieves Are Gone
- 2008 – Could We Survive
- 2008 – Crazy Rain
- 2008 – Vagabond Skies
- 2008 – Foreign Girls